# Enzo Fernández
Enzo Jeremías Fernández, född 17 januari 2001, är en argentinsk fotbollsspelare (mittfältare) som spelar för Chelsea och Argentinas landslag.

## Klubbkarriär
Den 14 juli 2022 värvades Fernández av Benfica, där han skrev på ett femårskontrakt.
Den 31 januari 2023 värvades Fernández av Chelsea, där han skrev på ett kontrakt till sommaren 2031.

## Landslagskarriär
Fernández debuterade för Argentinas landslag den 24 september 2022 i en 3–0-vinst över Honduras, där han blev inbytt i den 64:e minuten mot Leandro Paredes.
Fernández blev uttagen i Argentinas trupp till VM 2022. Han gjorde sitt första landslagsmål den 26 november 2022 mot Mexiko i gruppspelet av VM.

## Övrigt
Fernández är döpt efter den trefaldige Copa América-vinnaren Enzo Francescoli; på grund av sin far Raúl's fascination för den uruguayanska fotbollsspelaren.

## Meriter
Defensa y Justicia
- Copa Sudamericana: 2020
- Recopa Sudamericana: 2021

River Plate
- Primera División: 2021